# Droga wojewódzka 285
Die Droga wojewódzka 285 (DW 285) ist eine 21 Kilometer lange Droga wojewódzka (Woiwodschaftsstraße) in der polnischen Woiwodschaft Lebus, die Gubin mit Jasienica verbindet. Die Strecke liegt im Krośnieński und im Powiat Żarski.

## Streckenverlauf
Woiwodschaft Lebus, Krośnieński
-  Gubin (Guben) (DK 32, DW 138, DW 286)
-  Sękowice (Schenkendorf) (DK 32)
- Sadzarzewice (Sadersdorf)
- Grabice (Reichersdorf)
- Luboszyce (Liebesitz)
- Wielotów (Weltho)

Woiwodschaft Lebus, Powiat Żarski
- Wierzchno (Wirchenblatt)
-  Jasienica (Jeßnitz) (DW 286)